# Крижопіль (станція)
Крижо́піль — проміжна залізнична станція Одеської дирекції Одеської залізниці на електрифікованій лінії Вапнярка — Рудниця між станціями Вапнярка (22 км) та Рудниця (16 км). Розташована в однойменному селищі Тульчинського району Вінницької області.

## Історія
Станція відкрита 26 травня 1870 року, одночасно з відкриттям руху поїздів новозбудованою залізничною лінією Жмеринка — Балта. Назву станція отримала від сусіднього села Крижопіль, яке згодом було перейменованого на Високе.
З 18 червня 2021 року призначався в якості експерименту приміський електропоїзд сполученням Кодима — Вапнярка — Жмеринка — Вінниця — Козятин, який формально виконував три різних рейси, проте використовувся без пересадки одним складом. Наразі цей електропоїзд згодом був скасований.

## Пасажирське сполучення
Далеке сполучення
На станції зупиняються пасажирські поїзди, які прямують до Вінниці, Дніпра, Івано-Франківська, Запоріжжя, Києва, Ковеля, Кривого Рогу, Кропивницького, Луцька, Львова, Рівного, Тернополя, Ужгорода, Хмельницького, Чернівців, Ясіні тощо.
Приміське сполучення
Через станцію прямують приміські електроїзди сполученням Вапнярка — Одеса та Жмеринка — Абамеликове. По станції Вапнярка існує узгоджена пересадка на приміські поїзди, що прямують до станцій Жмеринка та Умань.

## Галерея

Вокзал станції Крижопіль
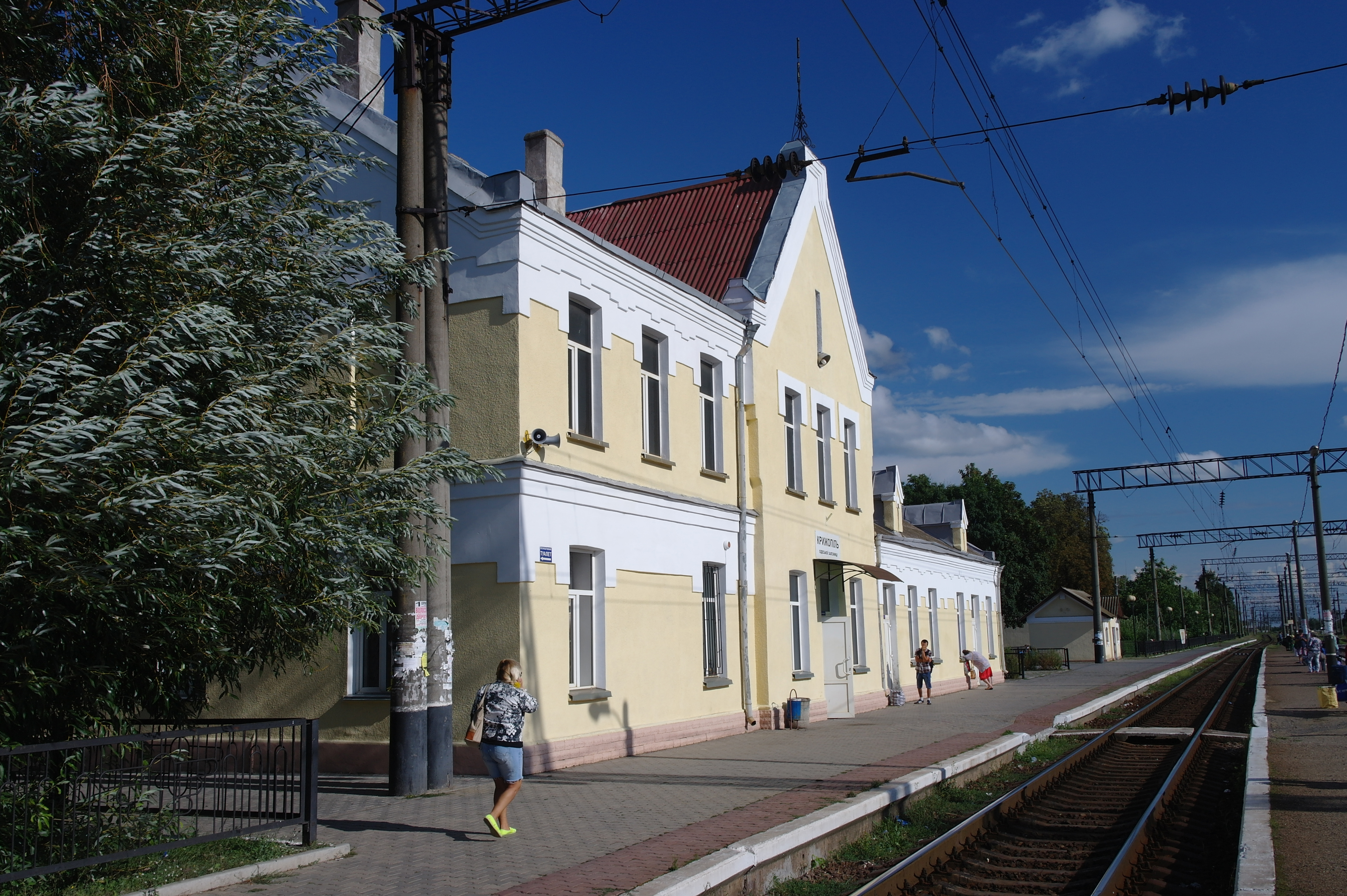
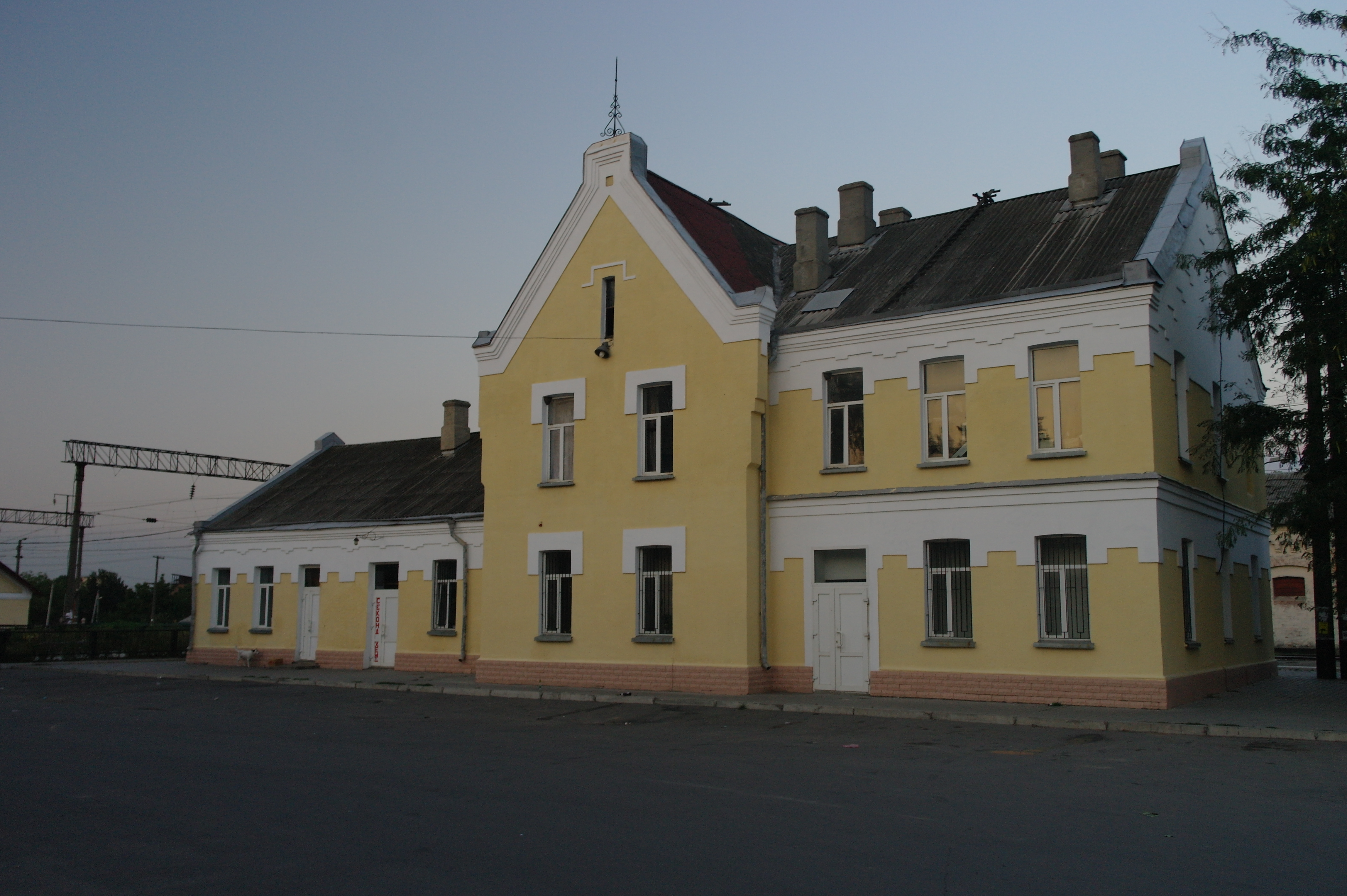
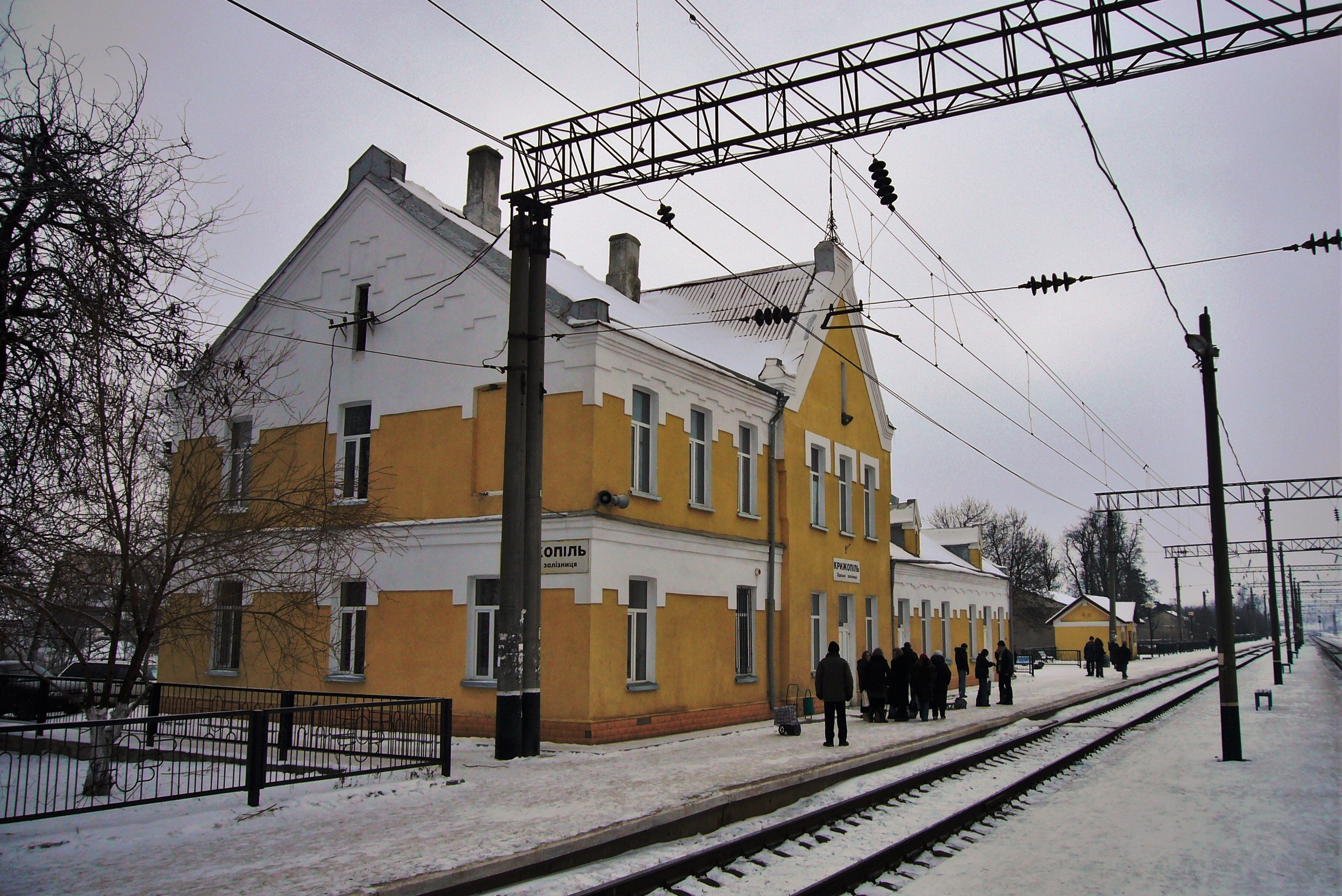
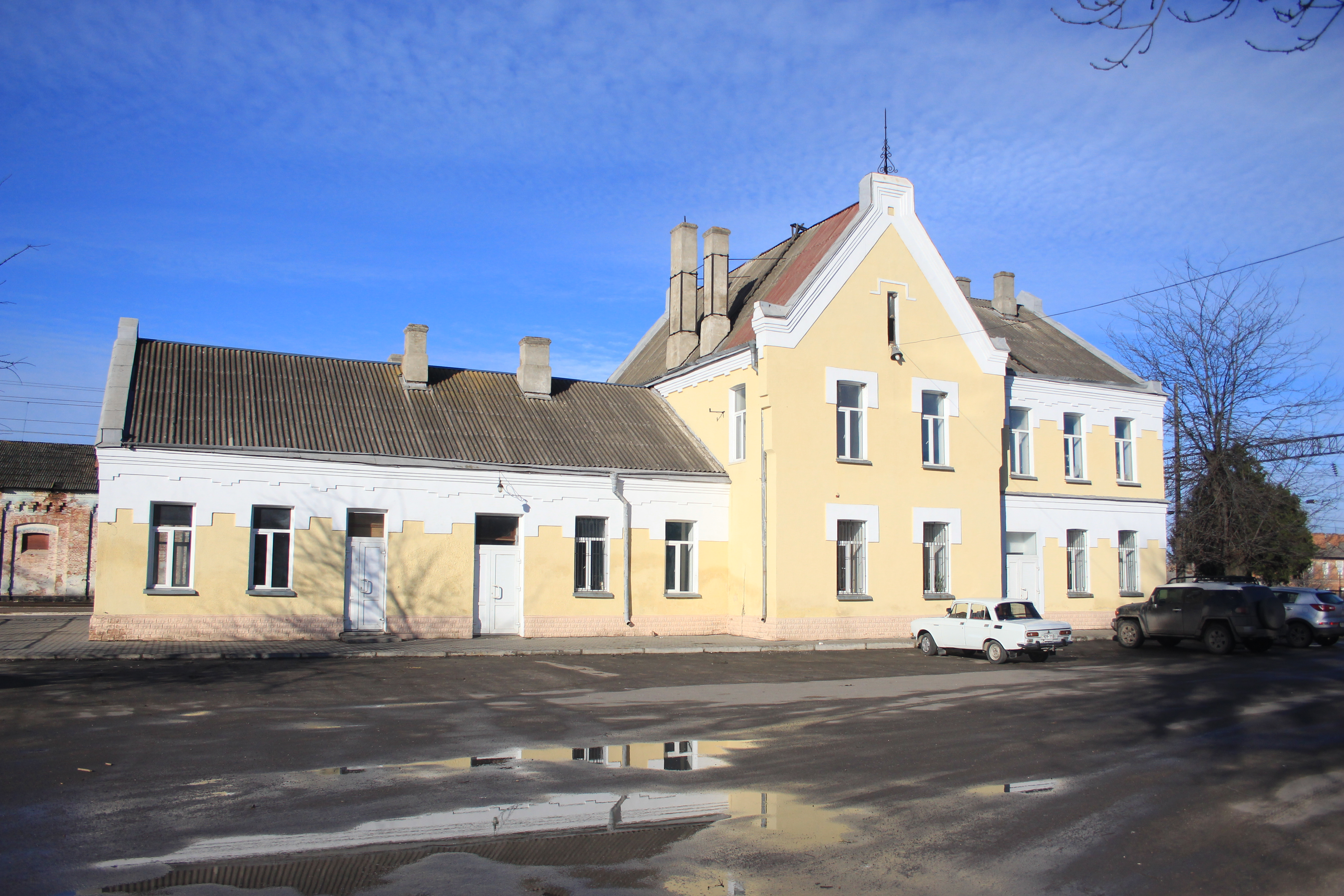